# Bradford Without
Bradford Without var en civil parish från 1894 till 1934 då den blev en del av South Wraxall, Holt, Wingfield, Bradford on Avon, Trowbridge och Westwood, i grevskapet Wiltshire, i England. Civil parish var belägen 14 km från Chippenham och hade 336 invånare år 1931.